# Princess Sirindhorn Stadium
Das Princess Sirindhorn Stadium (Thai: สนามกีฬาสิรินธร – Sanam Kila Sirinthon) ist ein Multifunktionsstadion in der thailändischen Stadt Si Racha in der Provinz Chonburi, Thailand. Das Stadion befindet sich im Zentrum der Stadt auf dem Gelände des Assumption College Si Racha. Wie die meisten Stadien in Thailand hat es eine Tartanbahn. Es verfügt über Flutlicht und hat einen Naturrasen. 2008 und 2009 trugen dort sowohl der Chonburi FC als auch der Sriracha FC ihre Heimspiele in der Thai Premier League aus. Das Stadion trägt den Namen des dritten Kindes von König Bhumibol Adulyadej (Rama IX.), der Prinzessin Maha Chakri Sirindhorn.

## Nutzer des Stadions
| Verein      | Zeitraum der Nutzung |
| ----------- | -------------------- |
| Chonburi FC | 2009                 |
| Sriracha FC | 2007 bis 2009        |